# Copris megasoma
Copris megasoma är en skalbaggsart som beskrevs av Matthews och Halffter 1959. Copris megasoma ingår i släktet Copris och familjen bladhorningar. Inga underarter finns listade i Catalogue of Life.